# Пектусан
Пектусан или Байтоушан (на корейски: 백두산, правопис по системата на Маккюн-Райшауер Paektu-san, на пинин: Baitoushan) е вулканичен връх в планините на границата между Китай и Северна Корея и най-високият връх на Корейския полуостров. На корейски името му означава „белоглава планина“.
Планинският масив е спящ стратовулкан, чието последно изригване е било през 1903 година. Височината на върха нараства с 3 мм на година заради натрупващата се магма под планината.
От планинския масив извират две от реките, формиращи границата между Китай и Северна Корея: Ялуцзян и Тумънцзян. Точно под връх Пектусан се намира кратерното езеро Чхънджи („Небесното езеро“, на китайски: Тянчи), което е едно от най-високите от този вид в света.
Средната годишна температура на върха е -8.3 °C, приблизителната влажност – 74%. Заради глобалното затопляне на климата снежната покривка на Пектусан е намаляла значително.
- Камъни
- Водопад
- Горещи извори
- Река